# NGC 2362
NGC 2362是位于大犬座的疏散星团。它在1654年之前就已经被意大利天文学家喬瓦尼·巴蒂斯塔·奧迪耶納首先观测到。
在NGC 2362中，最亮的恒星是大犬座τ星，因此这个疏散星团有时候也被称为大犬座τ星团。这个星团距离地球约1480秒差距（4800光年），年龄大约为400万－500万年，质量大于500个太阳质量。
星團與巨大的星雲Sh2-310有著相同的距離，所有兩者之間必定有所關聯。